# Lothar Wagner (Fußballspieler)
Lothar Wagner (* 25. April 1941 in Laubusch, heute zu Lauta) ist ein ehemaliger deutscher Fußballspieler im Sturm. Er spielte für die BSG Stahl Eisenhüttenstadt in der DDR-Oberliga.

## Karriere
Wagner durchlief die Jugendmannschaft bei seinem Heimatclub BSG Aktivist Laubusch. 1963 wechselte er zum SC Cottbus. Dort debütierte er in der zweitklassigen DDR-Liga am 26. Januar 1964 beim 1:1-Unentschieden gegen die BSG Stahl Eisenhüttenstadt. In dieser Saison kam er noch zwei weitere Mal zum Einsatz. In der folgenden Spielzeit absolvierte Wagner 25 Spiele, in denen er beachtliche neun Tore schoss. Auch in der Saison 1965/66 war er erfolgreich. Ihm gelangen elf Tore in 23 Spielen. 1966 wechselte er zur BSG Stahl Eisenhüttenstadt. In der Oberliga-Saison 1969/70 kam Wagner in 23 von 26 Spielen zum Einsatz, traf aber lediglich zweimal das Tor. Sein Debüt feierte er am 1. Spieltag, als er am 23. August 1969 bei der 0:1-Niederlage gegen die BSG Chemie Leipzig in der Startelf stand; in der 74. Minute wurde Gerhard Waidhas für ihn eingewechselt. Am 9. Spieltag erhielt er gegen den 1. FC Magdeburg eine rote Karte; Stahl Eisenhüttenstadt verlor das Spiel mit 2:1. Am 15. November 1969 (13. Spieltag) gelang Wagner sein erstes Tor in der Oberliga. Nach einem 3:0-Rückstand gegen den BFC Dynamo traf er in der 73. Minute zum 3:1-Endstand. Am folgenden Spieltag erzielte er seinen zweiten Oberliga-Treffer. 1972 wechselte Wagner zurück in die Heimat zur BSG Aktivist Laubusch, bevor er seine Karriere 1974 beendete.